# Dondice occidentalis
Dondice occidentalis är en snäckart som först beskrevs av Engel 1925.  Dondice occidentalis ingår i släktet Dondice och familjen Facelinidae. Inga underarter finns listade i Catalogue of Life.